# Comuna Felnac, Arad
Felnac (in sârbă Фенлак, în maghiară: Fönlak) este o comună în județul Arad, Banat, România, formată din satele Călugăreni și Felnac (reședința).

## Demografie
Componența etnică a comunei Felnac
     Români (74,12%)
     Romi (12,29%)
     Sârbi (2,64%)
     Alte etnii (1,03%)
     Necunoscută (9,92%)
Componența confesională a comunei Felnac
     Ortodocși (76,48%)
     Penticostali (8%)
     Ortodocși sârbi (2,92%)
     Alte religii (2,23%)
     Necunoscută (10,37%)
Conform recensământului efectuat în 2021, populația comunei Felnac se ridică la 2.913 locuitori, în scădere față de recensământul anterior din 2011, când fuseseră înregistrați 2.931 de locuitori. Majoritatea locuitorilor sunt români (74,12%), cu minorități de romi (12,29%) și sârbi (2,64%), iar pentru 9,92% nu se cunoaște apartenența etnică. Din punct de vedere confesional, majoritatea locuitorilor sunt ortodocși (76,48%), cu minorități de penticostali (8%) și ortodocși sârbi (2,92%), iar pentru 10,37% nu se cunoaște apartenența confesională.

## Politică și administrație
Comuna Felnac este administrată de un primar și un consiliu local compus din 13 consilieri. Primarul, Ioan Malița[*], de la Partidul Social Democrat, este în funcție din 2016. Începând cu alegerile locale din 2024, consiliul local are următoarea componență pe partide politice:
|  | Partid                       | Consilieri | Componența Consiliului | Componența Consiliului | Componența Consiliului | Componența Consiliului | Componența Consiliului | Componența Consiliului | Componența Consiliului | Componența Consiliului | Componența Consiliului | Componența Consiliului | Componența Consiliului |
|  | ---------------------------- | ---------- | ---------------------- | ---------------------- | ---------------------- | ---------------------- | ---------------------- | ---------------------- | ---------------------- | ---------------------- | ---------------------- | ---------------------- | ---------------------- |
|  | Partidul Social Democrat     | 11         |                        |                        |                        |                        |                        |                        |                        |                        |                        |                        |                        |
|  | Partidul Național Liberal    | 1          |                        |                        |                        |                        |                        |                        |                        |                        |                        |                        |                        |
|  | Uniunea Sârbilor din România | 1          |                        |                        |                        |                        |                        |                        |                        |                        |                        |                        |                        |

## Atracții turistice
- Biserica Ortodoxă românească din satul Felnac
- Biserica Ortodoxă sârbească din Felnac
- Pescărie în satul Felnac
- Lunca Mureșului Inferior (sit SCI)
- Marea Adâncitură terestră aflată pe câmpul alăturat

## Personalități născute aici
- Mihai Avramescu (1914 - 1981), publicist, jurnalist; a realizat primul film românesc din Voivodina.
- Adrian Despot, cantaret, solist al trupei Vița de Vie.